# Українцев Омельян Гнатович
Омельян Гнатович Українцев (1641–1708) — російський державний діяч, дипломат, посланець Московського царства в Шведській імперії, Данії-Норвегії, Республіці Об'єднаних провінцій, посол в Османській імперії, Речі Посполитій, глава Посольського приказу (1689–1699).

## Біографія
Народився в 1641 році в родині дрібнопомісних дворян.
З 1660 — піддячий Посольського приказу, проходив службу під керівництвом А. Л. Ордина-Нащокіна.
У 1675 — був підвищений у дяки і підписав, разом з боярином Матвєєвим, зобов'язання з австрійсько-цесарськими послами відносно титулу московських царів. Коли Матвєєв в 1676 році попав в опалу, Українцев узяв участь в управлінні справами Посольського приказу.
З 1672 по 1673 — виконував завдання із залучення Шведської імперії, Данії-Норвегії і Республіки Об'єднаних провінцій до війни з Османською імперією на стороні Московського царства.
У 1677 — був відправлений другим послом у Варшаву.
У 1679 і 1685 — вів таємні переговори з українським гетьманом Іваном Самойловичем для порозуміння відносно союзу з Річчю Посполитою і війни з Османською імперією. У 1680 році вів переговори у Варшаві.
У 1681 році отримав звання Думного дяка.
У 1682 — брав участь у складенні акту про знищення місництва. Під час царювання Софії Олексіївни Українцев поступився посадою князю Голіцину в Посольськом приказі, але фактично керував справами. Брав участь у підготовці і укладанні Андрусівського миру і всіх наступних московсько-польських переговорів, які закінчилися підписанням «Вічного миру» 1686 року.
У 1687 — Українцев брав участь у Кримському поході.
У 1687 — брав участь у підписанні Коломацьких статей між Військом Запорозьким і Московським царством.
У 1689 — втік з Криму разом з Голіциним. Після опали Голіцина Українцев, був главою Посольського приказу протягом 10 років.
У 1699 — представляв інтереси Московського царства на переговорах з Османської імперією про укладання миру, який був необхідним для оголошення війни Шведській імперії. Укладанню мирного договору між Московським царством і Османською імперією активно перешкоджали посли Королівства Англія і Республіки Об'єднаних провінцій. Попри це досяг відмови Османської імперії на користь Московського царства від Азову і прилеглих до нього земель, а також від щорічної платні Московією грошових виплат кримському хану. Дипломатичне мистецтво О. Г. Українцева і укладений ним Константинопольський мирний договір (1700) отримав ранг Думного радника.
З 1701 по 1706 — керував Провіантським приказом.
У 1707—1708 — разом з князем В. Л. Долгоруким був посланцем Московського царства в Речі Посполитій.
У 1707 — був комісаром на Люблінському сеймі.
У 1708 — займався примиренням керівника угорського повстання князя Ракоці Ференц II з австрійським імператором Йосифом I.
12 вересня 1708 року помер в Угорському королівстві.
У Москві Українцев володів двома палатами, збереглися палати на Хохловському провулку (будинок 7).